# Danh sách cầu thủ tham dự giải vô địch bóng đá U-17 thế giới 1995

## Bảng A

### Ecuador
Huấn luyện viên:  Eduardo Rivero Aviles
| Số | Vt | Cầu thủ            | Ngày sinh (tuổi)            | Số trận | Câu lạc bộ |
| -- | -- | ------------------ | --------------------------- | ------- | ---------- |
| 1  | TM | Edwin Villafuerte  | 12 tháng 3, 1979 (16 tuổi)  |         |            |
| 2  | HV | Félix Angulo       | 14 tháng 11, 1978 (16 tuổi) |         |            |
| 3  | HV | Eduardo Benítez    | 7 tháng 7, 1979 (16 tuổi)   |         |            |
| 4  | HV | Moisés Calendario  | 24 tháng 8, 1978 (16 tuổi)  |         |            |
| 5  | HV | Exon Corozo        | 13 tháng 11, 1978 (16 tuổi) |         |            |
| 6  | HV | José Estrada       | 2 tháng 8, 1978 (17 tuổi)   |         |            |
| 7  | TĐ | Freddy Ferreira    | 14 tháng 1, 1978 (17 tuổi)  |         |            |
| 8  | TV | Carlos García      | 24 tháng 9, 1978 (16 tuổi)  |         |            |
| 9  | TĐ | Diego Ayala        | 8 tháng 6, 1979 (16 tuổi)   |         |            |
| 10 | TV | Carlos Hidalgo     | 9 tháng 2, 1979 (16 tuổi)   |         |            |
| 11 | TĐ | Víctor Mercado     | 24 tháng 8, 1978 (16 tuổi)  |         |            |
| 12 | TM | Julio Guzmán       | 23 tháng 2, 1979 (16 tuổi)  |         |            |
| 13 | TV | Luis Moreira       | 23 tháng 9, 1978 (16 tuổi)  |         |            |
| 14 | TV | Jairo Montaño      | 9 tháng 7, 1979 (16 tuổi)   |         |            |
| 15 | TV | Manuel Palacios    | 27 tháng 8, 1978 (16 tuổi)  |         |            |
| 16 | TV | Jefferson Pesantes | 21 tháng 10, 1978 (16 tuổi) |         |            |
| 17 | TĐ | Víctor Preciado    | 29 tháng 12, 1978 (16 tuổi) |         |            |
| 18 | TV | Giancarlo Ramos    | 2 tháng 9, 1978 (16 tuổi)   |         |            |

### Hoa Kỳ
Huấn luyện viên:  Glenn Myernick
| Số | Vt | Cầu thủ          | Ngày sinh (tuổi)            | Số trận | Câu lạc bộ |
| -- | -- | ---------------- | --------------------------- | ------- | ---------- |
| 1  | TM | Nick Rimando     | 17 tháng 6, 1979 (16 tuổi)  |         |            |
| 2  | HV | Jorge Redmond    | 9 tháng 10, 1978 (16 tuổi)  |         |            |
| 3  | HV | Joshua Norkus    | 14 tháng 3, 1979 (16 tuổi)  |         |            |
| 4  | HV | Joel Reddington  | 15 tháng 7, 1979 (16 tuổi)  |         |            |
| 5  | HV | Mike Potempa     | 27 tháng 2, 1979 (16 tuổi)  |         |            |
| 6  | HV | Nick Garcia      | 9 tháng 4, 1979 (16 tuổi)   |         |            |
| 7  | TV | Grover Gibson    | 18 tháng 11, 1978 (16 tuổi) |         |            |
| 8  | TV | Steven Sosa      | 8 tháng 9, 1978 (16 tuổi)   |         |            |
| 9  | TĐ | Carl Bussey      | 11 tháng 10, 1978 (16 tuổi) |         |            |
| 10 | TV | Francisco Gomez  | 25 tháng 1, 1979 (16 tuổi)  |         |            |
| 11 | TĐ | Matt Laycock     | 22 tháng 1, 1979 (16 tuổi)  |         |            |
| 12 | TĐ | Stephen Pedicini | 25 tháng 1, 1979 (16 tuổi)  |         |            |
| 13 | HV | Kevin Knott      | 26 tháng 4, 1979 (16 tuổi)  |         |            |
| 14 | TV | Miles Romm       | 20 tháng 9, 1978 (16 tuổi)  |         |            |
| 15 | HV | Ryan Trout       | 9 tháng 11, 1978 (16 tuổi)  |         |            |
| 16 | HV | Matt Thompson    | 7 tháng 12, 1978 (16 tuổi)  |         |            |
| 17 | TV | Douglas Deken    | 3 tháng 12, 1978 (16 tuổi)  |         |            |
| 18 | TM | Tim Howard C     | 6 tháng 3, 1979 (16 tuổi)   |         |            |

### Ghana
Huấn luyện viên:  Samuel Arday
| Số | Vt | Cầu thủ              | Ngày sinh (tuổi)            | Số trận | Câu lạc bộ |
| -- | -- | -------------------- | --------------------------- | ------- | ---------- |
| 1  | TM | Michael Abu          | 26 tháng 12, 1978 (16 tuổi) |         |            |
| 2  | HV | Kwaku Kyere          | 1 tháng 10, 1979 (15 tuổi)  |         |            |
| 3  | TĐ | Bashiru Gambo        | 24 tháng 9, 1978 (16 tuổi)  |         |            |
| 4  | TV | Stephen Appiah       | 24 tháng 12, 1980 (14 tuổi) |         |            |
| 5  | HV | Patrick Allotey      | 13 tháng 9, 1978 (16 tuổi)  |         |            |
| 6  | HV | Attakora Amaniampong | 1 tháng 9, 1978 (16 tuổi)   |         |            |
| 7  | TV | Dini Kamara          | 13 tháng 8, 1978 (16 tuổi)  |         |            |
| 8  | TV | Joseph Ansah         | 5 tháng 11, 1978 (16 tuổi)  |         |            |
| 9  | TĐ | Abu Iddrisu          | 4 tháng 2, 1979 (16 tuổi)   |         |            |
| 10 | TV | Emanuel Bentil       | 3 tháng 12, 1978 (16 tuổi)  |         |            |
| 11 | TĐ | David Amoako         | 21 tháng 9, 1978 (16 tuổi)  |         |            |
| 12 | TV | Awudu Issaka         | 26 tháng 6, 1979 (16 tuổi)  |         |            |
| 13 | HV | Christian Gyan       | 2 tháng 11, 1978 (16 tuổi)  |         |            |
| 14 | TV | Baba Sule            | 7 tháng 11, 1978 (16 tuổi)  |         |            |
| 15 | HV | Christian Saba       | 29 tháng 12, 1978 (16 tuổi) |         |            |
| 16 | TM | Raymond Fenny        | 5 tháng 8, 1979 (15 tuổi)   |         |            |
| 17 | TV | Charles Akwei        | 9 tháng 1, 1979 (16 tuổi)   |         |            |
| 18 | HV | Richard Ackon        | 10 tháng 10, 1978 (16 tuổi) |         |            |

### Nhật Bản
Huấn luyện viên:  Tamotsu Matsuda
| Số | Vt | Cầu thủ           | Ngày sinh (tuổi)            | Số trận | Câu lạc bộ |
| -- | -- | ----------------- | --------------------------- | ------- | ---------- |
| 1  | TM | Gen Nakamura      | 6 tháng 9, 1978 (16 tuổi)   |         |            |
| 2  | HV | Masahiro Koga     | 8 tháng 9, 1978 (16 tuổi)   |         |            |
| 3  | HV | Kyosuke Yoshikawa | 8 tháng 11, 1978 (16 tuổi)  |         |            |
| 4  | HV | Takuya Kawaguchi  | 11 tháng 10, 1978 (16 tuổi) |         |            |
| 5  | TV | Tomoyuki Sakai    | 29 tháng 6, 1979 (16 tuổi)  |         |            |
| 6  | HV | Yusuke Nakatani   | 22 tháng 9, 1978 (16 tuổi)  |         |            |
| 7  | TV | Hisaaki Kobayashi | 20 tháng 9, 1978 (16 tuổi)  |         |            |
| 8  | HV | Toru Araiba       | 12 tháng 7, 1979 (16 tuổi)  |         |            |
| 9  | TĐ | Masaya Nishitani  | 16 tháng 9, 1978 (16 tuổi)  |         |            |
| 10 | TĐ | Kotaro Yamazaki   | 19 tháng 10, 1978 (16 tuổi) |         |            |
| 11 | TĐ | Hiroaki Tanaka    | 17 tháng 4, 1979 (16 tuổi)  |         |            |
| 12 | HV | Shigeki Tsujimoto | 23 tháng 6, 1979 (16 tuổi)  |         |            |
| 13 | TV | Junichi Inamoto   | 18 tháng 9, 1979 (15 tuổi)  |         |            |
| 14 | TV | Shinji Ono        | 27 tháng 9, 1979 (15 tuổi)  |         |            |
| 15 | HV | Jun Ideguchi      | 14 tháng 5, 1979 (16 tuổi)  |         |            |
| 16 | TĐ | Naohiro Takahara  | 4 tháng 6, 1979 (16 tuổi)   |         |            |
| 17 | TV | Yuya Itabashi     | 16 tháng 7, 1979 (16 tuổi)  |         |            |
| 18 | TM | Yuji Nakagawa     | 22 tháng 10, 1978 (16 tuổi) |         |            |

## Bảng B

### Argentina
Huấn luyện viên:  José Pekerman
| Số | Vt | Cầu thủ           | Ngày sinh (tuổi)            | Số trận | Câu lạc bộ         |
| -- | -- | ----------------- | --------------------------- | ------- | ------------------ |
| 1  | TM | Daniel Islas      | 19 tháng 2, 1979 (16 tuổi)  |         |                    |
| 2  | HV | Diego Trotta      | 11 tháng 2, 1979 (16 tuổi)  |         | Vélez Sarsfield    |
| 3  | HV | Sebastián Martino | 4 tháng 8, 1978 (16 tuổi)   |         |                    |
| 4  | HV | Facundo Elfand    | 22 tháng 3, 1979 (16 tuổi)  |         | Argentinos Juniors |
| 5  | HV | Leandro Ávila     | 12 tháng 1, 1979 (16 tuổi)  |         |                    |
| 6  | TV | Esteban Cambiasso | 18 tháng 8, 1980 (14 tuổi)  |         | Argentinos Juniors |
| 7  | TĐ | Fernando Gatti    | 17 tháng 10, 1978 (16 tuổi) |         |                    |
| 8  | TV | Aldo Duscher      | 22 tháng 3, 1979 (16 tuổi)  |         | Newell's Old Boys  |
| 9  | TV | Sixto Peralta     | 16 tháng 4, 1979 (16 tuổi)  |         | Huracán            |
| 10 | TĐ | César La Paglia   | 25 tháng 2, 1979 (16 tuổi)  |         | Argentinos Juniors |
| 11 | TĐ | Pablo Aimar C     | 3 tháng 11, 1979 (15 tuổi)  |         | River Plate        |
| 12 | TM | Mariano Curieses  | 3 tháng 8, 1980 (15 tuổi)   |         |                    |
| 13 | HV | Alfredo Torres    | 19 tháng 7, 1979 (16 tuổi)  |         | Huracán            |
| 14 | HV | Carlos Roldán     | 12 tháng 9, 1979 (15 tuổi)  |         | Lanús              |
| 15 | HV | Fabián Cubero     | 21 tháng 12, 1978 (16 tuổi) |         | Vélez Sarsfield    |
| 16 | TV | Bruno Calabria    | 29 tháng 4, 1979 (16 tuổi)  |         |                    |
| 17 | TV | Sergio Caruso     | 14 tháng 1, 1979 (16 tuổi)  |         |                    |
| 18 | TĐ | Luís Caserío      | 10 tháng 4, 1979 (16 tuổi)  |         |                    |

### Bồ Đào Nha
Huấn luyện viên:  Rui Caçador
| Số | Vt | Cầu thủ        | Ngày sinh (tuổi)            | Số trận | Câu lạc bộ    |
| -- | -- | -------------- | --------------------------- | ------- | ------------- |
| 1  | TM | Márcio Santos  | 5 tháng 5, 1979 (16 tuổi)   |         | Sporting CP   |
| 2  | TĐ | Zeferino       | 27 tháng 8, 1978 (16 tuổi)  |         | Real Madrid B |
| 3  | HV | André Correia  | 9 tháng 2, 1979 (16 tuổi)   |         | Porto         |
| 4  | HV | Brito          | 30 tháng 8, 1978 (16 tuổi)  |         | Porto         |
| 5  | TV | Vítor Pereira  | 27 tháng 8, 1978 (16 tuổi)  |         | Braga         |
| 6  | TV | Adolfo         | 23 tháng 8, 1978 (16 tuổi)  |         | Porto         |
| 7  | HV | Miguel Costa   | 4 tháng 9, 1978 (16 tuổi)   |         | Porto         |
| 8  | TV | Ricardo Aires  | 9 tháng 9, 1978 (16 tuổi)   |         | Belenenses    |
| 9  | TĐ | Miguel Vargas  | 18 tháng 11, 1978 (16 tuổi) |         | Sporting CP   |
| 10 | TV | Pedro Hipólito | 16 tháng 9, 1978 (16 tuổi)  |         | Benfica       |
| 11 | HV | Marco Caneira  | 9 tháng 2, 1979 (16 tuổi)   |         | Sporting CP   |
| 12 | TM | Pedro Alves    | 8 tháng 2, 1979 (16 tuổi)   |         | Belenenses    |
| 13 | HV | Nuno Gomes     | 27 tháng 9, 1978 (16 tuổi)  |         | Sporting CP   |
| 14 | HV | Jorge Cordeiro | 2 tháng 9, 1978 (16 tuổi)   |         | Benfica       |
| 15 | TĐ | Rodrigues      | 22 tháng 8, 1978 (16 tuổi)  |         | Benfica       |
| 16 | TV | Moleiro        | 31 tháng 10, 1978 (16 tuổi) |         | Porto         |
| 17 | HV | Paulinho       | 20 tháng 10, 1978 (16 tuổi) |         | Boavista      |
| 18 | TM | Tó Figueira    | 30 tháng 8, 1978 (16 tuổi)  |         | Boavista      |

### Costa Rica
Huấn luyện viên:  Armando Rodríguez Chacon
| Số | Vt | Cầu thủ             | Ngày sinh (tuổi)            | Số trận | Câu lạc bộ |
| -- | -- | ------------------- | --------------------------- | ------- | ---------- |
| 1  | TM | Fausto González     | 13 tháng 9, 1978 (16 tuổi)  |         |            |
| 2  | HV | Douglas Barquero    | 11 tháng 11, 1978 (16 tuổi) |         |            |
| 3  | HV | Guillermo Molina    | 17 tháng 8, 1978 (16 tuổi)  |         |            |
| 4  | HV | Mackensy González   | 17 tháng 9, 1978 (16 tuổi)  |         |            |
| 5  | TV | Jorge Fernández     | 14 tháng 9, 1978 (16 tuổi)  |         |            |
| 6  | HV | Alejandro González  | 22 tháng 1, 1979 (16 tuổi)  |         |            |
| 7  | TĐ | José Zúñiga         | 9 tháng 1, 1980 (15 tuổi)   |         |            |
| 8  | TV | Nelson Fonseca      | 10 tháng 8, 1978 (16 tuổi)  |         |            |
| 9  | TĐ | Yosen Sojo          | 13 tháng 8, 1978 (16 tuổi)  |         |            |
| 10 | TV | Andrey Campos       | 7 tháng 12, 1978 (16 tuổi)  |         |            |
| 11 | TV | Román Vargas        | 27 tháng 10, 1978 (16 tuổi) |         |            |
| 12 | TV | Alvin Villavicencio | 13 tháng 11, 1979 (15 tuổi) |         |            |
| 13 | TV | Carlos Castro       | 10 tháng 9, 1979 (15 tuổi)  |         |            |
| 14 | TĐ | Gilberto Morant     | 6 tháng 12, 1978 (16 tuổi)  |         |            |
| 15 | HV | Pablo Chinchilla    | 21 tháng 12, 1978 (16 tuổi) |         |            |
| 16 | TM | Rodolfo Álvarez     | 20 tháng 11, 1978 (16 tuổi) |         |            |
| 17 | TĐ | Alonso Solís        | 14 tháng 10, 1978 (16 tuổi) |         |            |
| 18 | HV | Gilbert Coronado    | 21 tháng 8, 1978 (16 tuổi)  |         |            |

### Guinée
Huấn luyện viên:  Chérif Souleymane
| Số | Vt | Cầu thủ          | Ngày sinh (tuổi)            | Số trận | Câu lạc bộ |
| -- | -- | ---------------- | --------------------------- | ------- | ---------- |
| 1  | TM | Sékou Sylla      | 11 tháng 6, 1979 (16 tuổi)  |         |            |
| 2  | HV | Souleymane Keïta | 3 tháng 9, 1979 (15 tuổi)   |         |            |
| 3  | HV | Kerfalla Sylla   | 18 tháng 1, 1979 (16 tuổi)  |         |            |
| 4  | HV | Fodé Cissé       | 27 tháng 8, 1979 (15 tuổi)  |         |            |
| 5  | HV | Ibrahima Conté   | 11 tháng 9, 1978 (16 tuổi)  |         |            |
| 6  | HV | Facinet Camara   | 21 tháng 3, 1979 (16 tuổi)  |         |            |
| 7  | TV | Kollet Camara    | 17 tháng 8, 1980 (14 tuổi)  |         |            |
| 8  | TV | Bachir Kaba      | 29 tháng 12, 1978 (16 tuổi) |         |            |
| 9  | TĐ | Abdoulaye Camara | 1 tháng 1, 1979 (16 tuổi)   |         |            |
| 10 | TV | Danny Sidibè     | 28 tháng 8, 1979 (15 tuổi)  |         |            |
| 11 | TĐ | Ousmane Bangoura | 21 tháng 3, 1979 (16 tuổi)  |         |            |
| 12 | TV | Ismaël Conté     | 17 tháng 1, 1979 (16 tuổi)  |         |            |
| 13 | TV | Sékou Soumah     | 25 tháng 6, 1979 (16 tuổi)  |         |            |
| 14 | HV | Mohamed Camara   | 1 tháng 6, 1979 (16 tuổi)   |         |            |
| 15 | TĐ | Souleymane Bah   | 12 tháng 11, 1979 (15 tuổi) |         |            |
| 16 | TM | Abdoulaye Condé  | 16 tháng 9, 1979 (15 tuổi)  |         |            |
| 17 | TĐ | Pispa Camara     | 3 tháng 10, 1979 (15 tuổi)  |         |            |
| 18 | HV | Daouda Sylla     | 6 tháng 5, 1979 (16 tuổi)   |         |            |

## Bảng C

### Nigeria
Huấn luyện viên:  Sebastian Brodrick-Imasuen
| Số | Vt | Cầu thủ           | Ngày sinh (tuổi)            | Số trận | Câu lạc bộ |
| -- | -- | ----------------- | --------------------------- | ------- | ---------- |
| 1  | TM | Olusegun Adeyemi  | 20 tháng 12, 1978 (16 tuổi) |         |            |
| 2  | HV | Chiedu Chukwueke  | 28 tháng 12, 1978 (16 tuổi) |         |            |
| 3  | HV | Haruna Abubakar   | 11 tháng 11, 1978 (16 tuổi) |         |            |
| 4  | HV | Igeniwari George  | 15 tháng 2, 1979 (16 tuổi)  |         |            |
| 5  | TV | Godfrey Nwankpa   | 20 tháng 12, 1978 (16 tuổi) |         |            |
| 6  | HV | Albert Yobo       | 5 tháng 5, 1979 (16 tuổi)   |         |            |
| 7  | TV | James Igwilo      | 24 tháng 11, 1978 (16 tuổi) |         |            |
| 8  | TV | James Obiorah     | 24 tháng 8, 1978 (16 tuổi)  |         |            |
| 9  | TĐ | Edward Anyamkygh  | 10 tháng 10, 1978 (16 tuổi) |         |            |
| 10 | TV | Olatubosun Ayeni  | 8 tháng 11, 1978 (16 tuổi)  |         |            |
| 11 | TĐ | Emmanuel Nwakire  | 15 tháng 8, 1978 (16 tuổi)  |         |            |
| 12 | TV | Munonye Chijoke   | 21 tháng 9, 1979 (15 tuổi)  |         |            |
| 13 | HV | Kingsley Samuel   | 27 tháng 12, 1978 (16 tuổi) |         |            |
| 14 | HV | Kingsley Amuneke  | 26 tháng 7, 1980 (15 tuổi)  |         |            |
| 15 | TĐ | Henry Onwuzuruike | 26 tháng 12, 1979 (15 tuổi) |         |            |
| 16 | TM | Sampson Udofia    | 31 tháng 12, 1979 (15 tuổi) |         |            |
| 17 | TĐ | Johnson Oruma     | 17 tháng 10, 1979 (15 tuổi) |         |            |
| 18 | TV | Kazeem Ashimolowo | 22 tháng 11, 1980 (14 tuổi) |         |            |

### Qatar
Huấn luyện viên:  David McKay
| Số | Vt | Cầu thủ          | Ngày sinh (tuổi)            | Số trận | Câu lạc bộ |
| -- | -- | ---------------- | --------------------------- | ------- | ---------- |
| 1  | TM | Mohamed Qambar   | 19 tháng 8, 1978 (16 tuổi)  |         |            |
| 2  | TV | Dahi Al Naemi    | 5 tháng 9, 1978 (16 tuổi)   |         |            |
| 3  | HV | Nayef Al Khater  | 5 tháng 10, 1978 (16 tuổi)  |         |            |
| 4  | HV | Sultan Matif     | 21 tháng 8, 1978 (16 tuổi)  |         |            |
| 5  | HV | Nabil Mohd       | 24 tháng 10, 1978 (16 tuổi) |         |            |
| 6  | TV | Jaweed Ghulam    | 15 tháng 8, 1978 (16 tuổi)  |         |            |
| 7  | TV | Nasser Abdulla   | 12 tháng 11, 1978 (16 tuổi) |         |            |
| 8  | TV | Abdul Karim      | 10 tháng 11, 1978 (16 tuổi) |         |            |
| 9  | TĐ | Mirghani Al-Zain | 18 tháng 8, 1978 (16 tuổi)  |         |            |
| 10 | TV | Mohd Saeed       | 11 tháng 9, 1978 (16 tuổi)  |         |            |
| 11 | TĐ | Mohamed Nasr     | 31 tháng 12, 1978 (16 tuổi) |         |            |
| 12 | TV | Ahmed Yousouf    | 18 tháng 11, 1978 (16 tuổi) |         |            |
| 13 | TV | Jassim Mahmoud   | 6 tháng 12, 1980 (14 tuổi)  |         |            |
| 14 | TV | Rashed Obaid     | 26 tháng 9, 1978 (16 tuổi)  |         |            |
| 15 | HV | Sahan Soud       | 17 tháng 9, 1978 (16 tuổi)  |         |            |
| 16 | TV | Ismaïl Ali       | 23 tháng 12, 1978 (16 tuổi) |         |            |
| 17 | TV | Khaled Abdul     | 21 tháng 8, 1978 (16 tuổi)  |         |            |
| 18 | TM | Ali Fouad        | 17 tháng 8, 1978 (16 tuổi)  |         |            |

### Úc
Huấn luyện viên:  Les Scheinflug
| Số | Vt | Cầu thủ           | Ngày sinh (tuổi)            | Số trận | Câu lạc bộ |
| -- | -- | ----------------- | --------------------------- | ------- | ---------- |
| 1  | TM | Adam Brodbeck     | 12 tháng 10, 1978 (16 tuổi) |         |            |
| 2  | HV | Brett Emerton C   | 22 tháng 2, 1979 (16 tuổi)  |         |            |
| 3  | TV | Harry Kewell      | 22 tháng 9, 1978 (16 tuổi)  |         |            |
| 4  | TV | Nickolas Johns    | 28 tháng 12, 1978 (16 tuổi) |         |            |
| 5  | HV | Colin Azzopardi   | 16 tháng 9, 1978 (16 tuổi)  |         |            |
| 6  | HV | Sebastian Sinozić | 14 tháng 9, 1978 (16 tuổi)  |         |            |
| 7  | TV | Clayton Bell      | 21 tháng 9, 1978 (16 tuổi)  |         |            |
| 8  | TV | John Maisano      | 6 tháng 1, 1979 (16 tuổi)   |         |            |
| 9  | TĐ | Daniel Allsopp    | 10 tháng 8, 1978 (16 tuổi)  |         |            |
| 10 | TV | Michael Cunico    | 17 tháng 3, 1979 (16 tuổi)  |         |            |
| 11 | TV | Jane Talcevski    | 29 tháng 9, 1978 (16 tuổi)  |         |            |
| 12 | TV | Daniel Ucchino    | 11 tháng 10, 1978 (16 tuổi) |         |            |
| 13 | HV | Michael Galluzzo  | 17 tháng 11, 1978 (16 tuổi) |         |            |
| 14 | TV | Nick Rizzo        | 9 tháng 6, 1979 (16 tuổi)   |         |            |
| 15 | HV | Chris Coyne       | 20 tháng 12, 1978 (16 tuổi) |         |            |
| 16 | TV | Luke Tomich       | 4 tháng 12, 1979 (15 tuổi)  |         |            |
| 17 | TV | Ilija Prenzoski   | 7 tháng 8, 1978 (16 tuổi)   |         |            |
| 18 | TM | Robert Matosevic  | 23 tháng 9, 1978 (16 tuổi)  |         |            |

### Tây Ban Nha
Huấn luyện viên:  Juan Santisteban
| Số | Vt | Cầu thủ            | Ngày sinh (tuổi)            | Số trận | Câu lạc bộ               |
| -- | -- | ------------------ | --------------------------- | ------- | ------------------------ |
| 1  | TM | Joaquín Moso       | 7 tháng 9, 1978 (16 tuổi)   |         | Real Zaragoza            |
| 2  | HV | David Sánchez      | 13 tháng 12, 1978 (16 tuổi) |         | RCD Español              |
| 3  | HV | Jesús Duarte       | 9 tháng 1, 1980 (15 tuổi)   |         | Real Sociedad            |
| 4  | HV | Javier Neira       | 16 tháng 10, 1978 (16 tuổi) |         | Athletic Bilbao          |
| 5  | TV | Jordi Ferrón       | 19 tháng 8, 1978 (16 tuổi)  |         | FC Barcelona             |
| 6  | HV | Roberto Jiménez    | 27 tháng 9, 1978 (16 tuổi)  |         | CD Leganés               |
| 7  | TV | Fernando Varela    | 1 tháng 9, 1979 (15 tuổi)   |         | Real Betis               |
| 8  | TV | Gonzalo Colsa      | 2 tháng 4, 1979 (16 tuổi)   |         | Racing Santander         |
| 9  | TĐ | Ibán Espadas       | 4 tháng 8, 1978 (16 tuổi)   |         | Athletic Bilbao          |
| 10 | TV | Francisco Cachorro | 7 tháng 8, 1978 (16 tuổi)   |         | Athletic Bilbao          |
| 11 | TĐ | Mista              | 12 tháng 11, 1978 (16 tuổi) |         | Real Madrid              |
| 12 | HV | Heli               | 31 tháng 5, 1979 (16 tuổi)  |         | Real Oviedo              |
| 13 | TM | Carlos Ruiz        | 29 tháng 1, 1979 (16 tuổi)  |         | CD Sonseca               |
| 14 | HV | Mario Soto         | 20 tháng 10, 1978 (16 tuổi) |         | Atlético Madrid          |
| 15 | HV | Roger Cánovas      | 1 tháng 8, 1978 (17 tuổi)   |         | UE Sants                 |
| 16 | HV | Juan Leo           | 24 tháng 8, 1979 (15 tuổi)  |         | RCD Español              |
| 17 | TĐ | Antonio Araguás    | 9 tháng 9, 1978 (16 tuổi)   |         | Unión Deportiva La Fueva |
| 18 | TĐ | Jon Usandizaga     | 15 tháng 1, 1979 (16 tuổi)  |         | Real Sociedad            |

## Bảng D

### Brasil
Huấn luyện viên:  António José Fernandes Barroso
| Số | Vt | Cầu thủ        | Ngày sinh (tuổi)            | Số trận | Câu lạc bộ    |
| -- | -- | -------------- | --------------------------- | ------- | ------------- |
| 1  | TM | Júlio César    | 3 tháng 9, 1979 (15 tuổi)   |         | Flamengo      |
| 2  | HV | Djimi          | 3 tháng 8, 1978 (17 tuổi)   |         | Vitória       |
| 3  | HV | Bel            | 28 tháng 11, 1979 (15 tuổi) |         |               |
| 4  | HV | Juan C         | 1 tháng 2, 1979 (16 tuổi)   |         | Flamengo      |
| 5  | HV | Hélder         | 5 tháng 2, 1979 (16 tuổi)   |         | Vitória       |
| 6  | HV | Fábio Aurélio  | 24 tháng 9, 1979 (15 tuổi)  |         | São Paulo     |
| 7  | TV | Maricá         | 24 tháng 9, 1979 (15 tuổi)  |         | Vasco da Gama |
| 8  | TV | Carlos Alberto | 15 tháng 8, 1978 (16 tuổi)  |         | Grêmio        |
| 9  | TĐ | Marco Antônio  | 23 tháng 8, 1978 (16 tuổi)  |         |               |
| 10 | TV | Kléber         | 19 tháng 11, 1978 (16 tuổi) |         | Vitória       |
| 11 | TĐ | Fábio          | 27 tháng 8, 1978 (16 tuổi)  |         |               |
| 12 | TM | Yamada         | 17 tháng 2, 1979 (16 tuổi)  |         |               |
| 13 | HV | Eduardo        | 4 tháng 2, 1979 (16 tuổi)   |         | Flamengo      |
| 14 | HV | Gaia           | 8 tháng 9, 1978 (16 tuổi)   |         |               |
| 15 | TĐ | Rocha          | 19 tháng 1, 1979 (16 tuổi)  |         | Criciúma      |
| 16 | TV | Renato         | 15 tháng 5, 1979 (16 tuổi)  |         | Guarani       |
| 17 | TĐ | Edu            | 10 tháng 1, 1979 (16 tuổi)  |         | XV de Jaú     |
| 18 | TV | Rodrigo        | 15 tháng 5, 1979 (16 tuổi)  |         |               |

### Đức
Huấn luyện viên:  Bernd Stöber
| Số | Vt | Cầu thủ          | Ngày sinh (tuổi)            | Số trận | Câu lạc bộ             |
| -- | -- | ---------------- | --------------------------- | ------- | ---------------------- |
| 1  | TM | Harald Huber     | 17 tháng 8, 1978 (16 tuổi)  |         | Bayern Munich          |
| 2  | HV | Klaus Voike      | 10 tháng 10, 1978 (16 tuổi) |         |                        |
| 3  | TV | Alexander Bugera | 8 tháng 8, 1978 (16 tuổi)   |         | Bayern Munich          |
| 4  | HV | Manuel Benthin   | 3 tháng 3, 1979 (16 tuổi)   |         | Reinickendorfer Füchse |
| 5  | TV | Fabian Ernst     | 30 tháng 5, 1979 (16 tuổi)  |         | Hannover 96            |
| 6  | TV | Michael Bauer    | 16 tháng 11, 1978 (16 tuổi) |         |                        |
| 7  | TĐ | Marcus Claus     | 25 tháng 11, 1978 (16 tuổi) |         | Carl Zeiss Jena        |
| 8  | TĐ | Stefan Bernhardt | 20 tháng 9, 1978 (16 tuổi)  |         | Dynamo Dresden         |
| 9  | TV | Marco Kurth      | 18 tháng 8, 1978 (16 tuổi)  |         | VfB Leipzig            |
| 10 | TĐ | Timo Rost        | 29 tháng 8, 1978 (16 tuổi)  |         | 1. FC Nürnberg         |
| 11 | TV | Tobias Iseli     | 17 tháng 8, 1978 (16 tuổi)  |         | VfB Stuttgart          |
| 12 | TM | Raphael Schäfer  | 30 tháng 1, 1979 (16 tuổi)  |         | Hannover 96            |
| 13 | HV | Thorsten Schramm | 19 tháng 2, 1979 (16 tuổi)  |         | SV Walsum              |
| 14 | TV | Andreas Voss     | 27 tháng 2, 1979 (16 tuổi)  |         | Bayer Leverkusen       |
| 15 | TV | Damian Brezina   | 8 tháng 11, 1978 (16 tuổi)  |         | Hannover 96            |
| 16 | HV | Manuel Majunke   | 10 tháng 2, 1979 (16 tuổi)  |         | VfB Stuttgart          |
| 17 | TV | Patrick Falk     | 8 tháng 2, 1980 (15 tuổi)   |         | Bayer Leverkusen       |
| 18 | TĐ | Christian Timm   | 27 tháng 2, 1979 (16 tuổi)  |         | Borussia Dortmund      |

### Oman
Huấn luyện viên:  George Smith
| Số | Vt | Cầu thủ             | Ngày sinh (tuổi)            | Số trận | Câu lạc bộ |
| -- | -- | ------------------- | --------------------------- | ------- | ---------- |
| 1  | TM | Sulaiman Arami      | 12 tháng 8, 1978 (16 tuổi)  |         |            |
| 2  | HV | Badar Al-Mahrouqi   | 12 tháng 12, 1979 (15 tuổi) |         |            |
| 3  | HV | Ali Mudhaidri       | 8 tháng 11, 1978 (16 tuổi)  |         |            |
| 4  | HV | Sultan Ismaili      | 27 tháng 11, 1979 (15 tuổi) |         |            |
| 5  | TV | Mohammed Al-Kathiri | 7 tháng 12, 1978 (16 tuổi)  |         |            |
| 6  | TV | Wadha Sibani        | 31 tháng 12, 1978 (16 tuổi) |         |            |
| 7  | TĐ | Samir Shaban        | 5 tháng 12, 1978 (16 tuổi)  |         |            |
| 8  | TV | Taqi Al-Siyabi      | 20 tháng 8, 1978 (16 tuổi)  |         |            |
| 9  | TĐ | Mohamed Al-Battashi | 22 tháng 9, 1978 (16 tuổi)  |         |            |
| 10 | TV | Abdul Al-Alawi      | 12 tháng 7, 1979 (16 tuổi)  |         |            |
| 11 | TV | Khalid Naami        | 27 tháng 9, 1978 (16 tuổi)  |         |            |
| 12 | TM | Radwan Saleem       | 1 tháng 9, 1978 (16 tuổi)   |         |            |
| 13 | HV | Aziz Ruqaishi       | 15 tháng 12, 1978 (16 tuổi) |         |            |
| 14 | TV | Yousuf Yahmedi      | 23 tháng 12, 1979 (15 tuổi) |         |            |
| 15 | TĐ | Hani Al Dhabit      | 15 tháng 10, 1979 (15 tuổi) |         |            |
| 16 | HV | Khalid Rawas        | 6 tháng 9, 1978 (16 tuổi)   |         |            |
| 17 | TV | Saleh Fora          | 7 tháng 12, 1978 (16 tuổi)  |         |            |
| 18 | HV | Rahman Saadi        | 11 tháng 11, 1978 (16 tuổi) |         |            |

### Canada
Huấn luyện viên:  Tony Taylor
| Số | Vt | Cầu thủ              | Ngày sinh (tuổi)            | Số trận | Câu lạc bộ          |
| -- | -- | -------------------- | --------------------------- | ------- | ------------------- |
| 1  | TM | David Clemente       | 5 tháng 11, 1978 (16 tuổi)  |         | Oakville            |
| 2  | HV | Danny Gallagher      | 26 tháng 9, 1978 (16 tuổi)  |         | Oakville            |
| 3  | HV | Steve Maio           | 31 tháng 12, 1978 (16 tuổi) |         | Scarborough Malvern |
| 4  | TV | Patrice Bernier      | 23 tháng 9, 1979 (15 tuổi)  |         | Brossard            |
| 5  | TV | Brad Parker          | 23 tháng 4, 1980 (15 tuổi)  |         | Scarborough Malvern |
| 6  | HV | Paolo DiPietrantonio | 24 tháng 9, 1978 (16 tuổi)  |         | Scarborough Malvern |
| 7  | TV | Chris Stewart        | 18 tháng 3, 1979 (16 tuổi)  |         | Pickering           |
| 8  | TV | Adam Lee             | 8 tháng 8, 1978 (16 tuổi)   |         | North Scarborough   |
| 9  | TĐ | Aaron Benjamin       | 2 tháng 3, 1979 (16 tuổi)   |         | Scarborough Malvern |
| 10 | TĐ | Edward McMillan      | 5 tháng 9, 1978 (16 tuổi)   |         | Oakville            |
| 11 | TĐ | Mark Smith           | 28 tháng 3, 1979 (16 tuổi)  |         | Scarborough Malvern |
| 12 | TĐ | Jason Mathot         | 1 tháng 8, 1978 (17 tuổi)   |         | Burnaby Metro       |
| 13 | HV | Jahmo Welch          | 14 tháng 7, 1979 (16 tuổi)  |         | Scarborough Malvern |
| 14 | HV | Kashka Walker        | 10 tháng 11, 1978 (16 tuổi) |         | Scarborough Malvern |
| 15 | HV | Ian Jeffrey          | 24 tháng 4, 1979 (16 tuổi)  |         | Pickering           |
| 16 | TV | Roberto Sorella      | 22 tháng 8, 1978 (16 tuổi)  |         | CSRDP               |
| 17 | TV | Kris Donev           | 10 tháng 9, 1978 (16 tuổi)  |         | Erin Mills          |
| 18 | TM | Alan Lewis           | 17 tháng 8, 1978 (16 tuổi)  |         | Scarborough Malvern |